# بزني بداق
بزني بداق هي قرية في مقاطعة هشترود، إيران. عدد سكان هذه القرية هو 10 في سنة 2006.